# David Buchan
David Buchan. född 1780, död omkring 1838, var en skotskfödd sjöofficer och polarforskare.
1806 blev Buchan löjtnant i Royal Navy och mellan omkring 1808 till 1817 var han verksam i och omkring Newfoundland. Han ledde 1810 en expedition in i Newfoundlands inland i ett försök att få kontakt med den minskande Beothukbefolkningen, men misslyckades.
1818 skickades Buchan på en expedition till Nordpolen. Han seglade tillsammans med löjtnant John Franklin med Dorothea och Trent till Spetsbergen, men de misslyckades med att gå längre norrut på grund av istäcket.
Buchan återvände till Newfoundland 1819. Han hade för avsikt att återföra Beothuk-kvinnan Demasduwit till hennes folk, men hon avled innan han lyckades få kontakt med Beothukfolket. Buchan gjorde senare ett försök att återföra Demasduwit's niece Shanawdithit till hennes familj, men hon vägrade att följa med europeiska expeditioner. Hon visste också att hon, efter att ha umgåtts med engelsmännen, skulle offras av Beothukfolket i en religiös ceremoni över de som hade dödats tidigare.
David Buchan befordrades till kapten (inte i aktiv tjänst) i Royal Navy 1823 och var High Sheriff i Newfoundland 1825–1835. I december 1838 förklarades han försvunnen till havs efter en resa med fartyget Upton Castle mellan Calcutta och England.